# Орден «Женская душа»
Орден «Женская душа» — государственная награда Туркмении для награждения женщин за различные заслуги перед государством и нацией. Орден учреждён 8 февраля 2014 года взамен ордена «Гурбансолтан-эдже».

## Описание
Знак ордена в виде диска диаметром 42 мм, составленного из трёх окружностей. На внешней окружности, в виде расходящихся от центра солнечных лучей, закреплены 8 рубинов, находящихся на одинаковом расстоянии друг от друга.
Средняя окружность, диаметром 31,5 мм, покрыта красной эмалью и имеет в верхней части надпись «ZENAN KALBY», а в нижней части две скрещённые оливковые ветви.
В центральной окружности, диаметром 23 мм, изображены силуэты женской руки с розой, национального украшения и позолоченного букета. Роза и национальный орнамент покрыты белой эмалью. Остальные изображения позолочены и отполированы.
Знак ордена подвешивается на цепочке посредством специального промежуточного кольца, выполненного в виде сердца. Длина цепочки — 75 мм. В верхней части промежуточного кольца находятся бриллиант и специальное трубчатое ушко диаметром 5 мм, через которое продета цепочка.
Знак ордена и цепочка изготавливаются из серебра 925 пробы, покрытого позолотой.